# 11203 Danielbetten
11203 Danielbetten este un asteroid din centura principală de asteroizi.

## Descriere
11203 Danielbetten este un asteroid din centura principală de asteroizi. A fost descoperit pe 19 martie 1999 la Socorro, New Mexico, în cadrul proiectului LINEAR. Asteroidul prezintă o orbită caracterizată de o semiaxă mare de 2,30 ua, o excentricitate de 0,14 și o înclinație de 4,3° în raport cu ecliptica.